# Божим (дворянский род)
Божим (пол. Borzym) — старинный мазовецкий шляхтский род герба Белина, известный, по некоторым данным, с позднего Средневековья.
В Российской империи род был признан в дворянском достоинстве, его представители были записаны в дворянскую книгу Гродненской губернии.